# Artemas Martin
Artemas Martin (3 août 1835 - 7 novembre 1918) est un mathématicien américain autodidacte.

## Biographie
Martin naît le 3 août 1835 dans le comté de Steuben dans l'État de New York. Il grandit dans le comté de Venango, en Pennsylvanie, et passe la majeure partie de sa vie dans le comté d'Érié, également en Pennsylvanie. Il est scolarisé à domicile jusqu'à l'âge de 14 ans, lorsqu'il commence à étudier les mathématiques à l'école locale, puis part à la Franklin Select School à quelques kilomètres de chez lui, puis à la Franklin Academy, et termine son éducation formelle à environ 20 ans. Il travaille comme agriculteur, foreur de pétrole et instituteur. En 1881, il décline une invitation à devenir professeur de mathématiques à la Normal School du Missouri. En 1885, il est recruté comme bibliothécaire pour le bureau d'enquête de la Garde côtière Américaine et, en 1898, il devient un calculateur humain dans la division des Marées,. Il meurt le 7 novembre 1918.

## Travail mathématique
Martin est un contributeur prolifique de problèmes et de solutions dans les rubriques d'énigmes mathématiques de magazines populaires, et ce dès l'âge de 18 ans dans le Pittsburgh Almanac et le Philadelphia Saturday Evening Post. De 1870 à 1875, il est rédacteur en chef du "Stairway Department" du Clark's School Visitor, l'un des magazines auxquels il a déjà contribué. De 1875 à 1876, Martin passe au Normal Monthly, où il publie 16 articles sur l'analyse diophantienne. Il devient par la suite rédacteur en chef du Mathematical Visitor en 1877 et du Mathematical Magazine en 1882. En 1893 à Chicago, son article Sur les nombres de puissance cinquième dont la somme est une puissance cinquième est lu (mais pas par lui) au Congrès international des mathématiciens tenu dans le cadre de l'Exposition universelle de 1893 en Colombie. Il est conférencier invité du même congrès en 1912 à Cambridge au Royaume-Uni.
Martin a maintenu une vaste bibliothèque mathématique qui se trouve maintenant dans les collections de l'American University.

## Récompenses et sociétés
En 1877, Martin reçoit une maîtrise honorifique de l'université Yale. En 1882, il reçoit un autre diplôme honorifique, un doctorat de l'université Rutgers, et son troisième diplôme honorifique, un LL. D., lui est donné en 1885 par Hillsdale College,,. Il est élu à la London Mathematical Society en 1878, à la Société mathématique de France en 1884, à la Société mathématique d'Édimbourg en 1885, à la Philosophical Society of Washington en 1886, à l'Association américaine pour l'avancement des sciences en 1890 et à la New York Mathematical en 1891. Il est également membre de l'American Mathematical Society, du Circolo Matematico di Palermo, de la Mathematical Association (en) britannique et de la Deutsche Mathematiker-Vereinigung.